# Droske 519
Droske 519 er en dansk stumfilm fra 1909 skrevet og instrueret af Viggo Larsen. Filmen er en del af den serie detektivfilm, som Viggo Larsen skrev og instruerede for Nordisk Films Kompagni i slutningen af 1900'erne. Filmens opdager gives i filmene navnet Sherlock Holmes, men filmenes handling er ikke baseret på Arthur Conan Doyles romaner om Sherlock Holmes. 

## Handling
Den unge mand Poul Bang modtager et brev, der meddeler, at Bang har arvet en formue. Da han modtager brevet, er han sammen med sin gode ven Holst, der også glæder sig på Poul Bangs vegne, men som i sit stille sind planlægger selv at få arven udbetalt. Holst allierer sig med skurken Pabst, der får til opgave at skaffe Bang af vejen.
I forberedelse af sin rejse for at få arven udbetalt køber Bang en kuffert, og da han forlader forretningen, stiger han ind i en droske. Men drosken er med i komplottet, og Bang bliver bedøvet og ført til Pabsts hus, hvor Bangs identifikationspapirer bliver taget, så skurkene kan få arven udbetalt. 
Bang har imidlertid glemt sine handsker i forretningen, og da ejeren forgæves forsøger at levere dem tilbage til Bang, går det op for butiksejeren, at Bang er blevet udsat for en forbrydelse. Han kontakter den geniale opdager, og forklarer, at Bang er blevet ført bort i Droske nr. 519. Det lykkedes hurtigt opdageren at finde drosken, og at lokke kusken i baghold, så opdageren i stedet forklædt som kusk kan afhente Poul Bang og bringe ham til det ventende skib. Opdageren tager også med dampskibet, hvor Pabst planlægger at kaste Bang over bord, når skibet er nået ud på havet. Lige da Pabst skal smide den bevidstløse Bang over bord, bliver han overmandet. 
Vennen Holst møder op på advokatens kontor for at modtage arven, men opdageren griber ind i sidste øjeblik. Komplottet afsløres, og Bang kan som den rette arving modtage sin arv og takker opdageren.

## Medvirkende
- Elith Pio - Poul Bang, arving
- Viggo Larsen - opdageren Sherlock Holmes
- Gustav Lund
- August Blom
- Aage Brandt
- Holger-Madsen